# Gastón Mazzacane
Gastón Mazzacane (n. 8 mai 1975) este un pilot argentinian care a evoluat în Campionatul Mondial de Formula 1 între anii 2000 și 2001.

## Cariera în Formula 1
| Sezon | Echipă                       | Puncte      | Loc clasament general |
| ----- | ---------------------------- | ----------- | --------------------- |
| 1999  | Fondmetal Minardi Team       | Pilot teste | -                     |
| 2000  | Telefónica Minardi Fondmetal | 0           | -                     |
| 2001  | Prost Acer                   | 0           | -                     |